# CARL (Hörsaalgebäude)

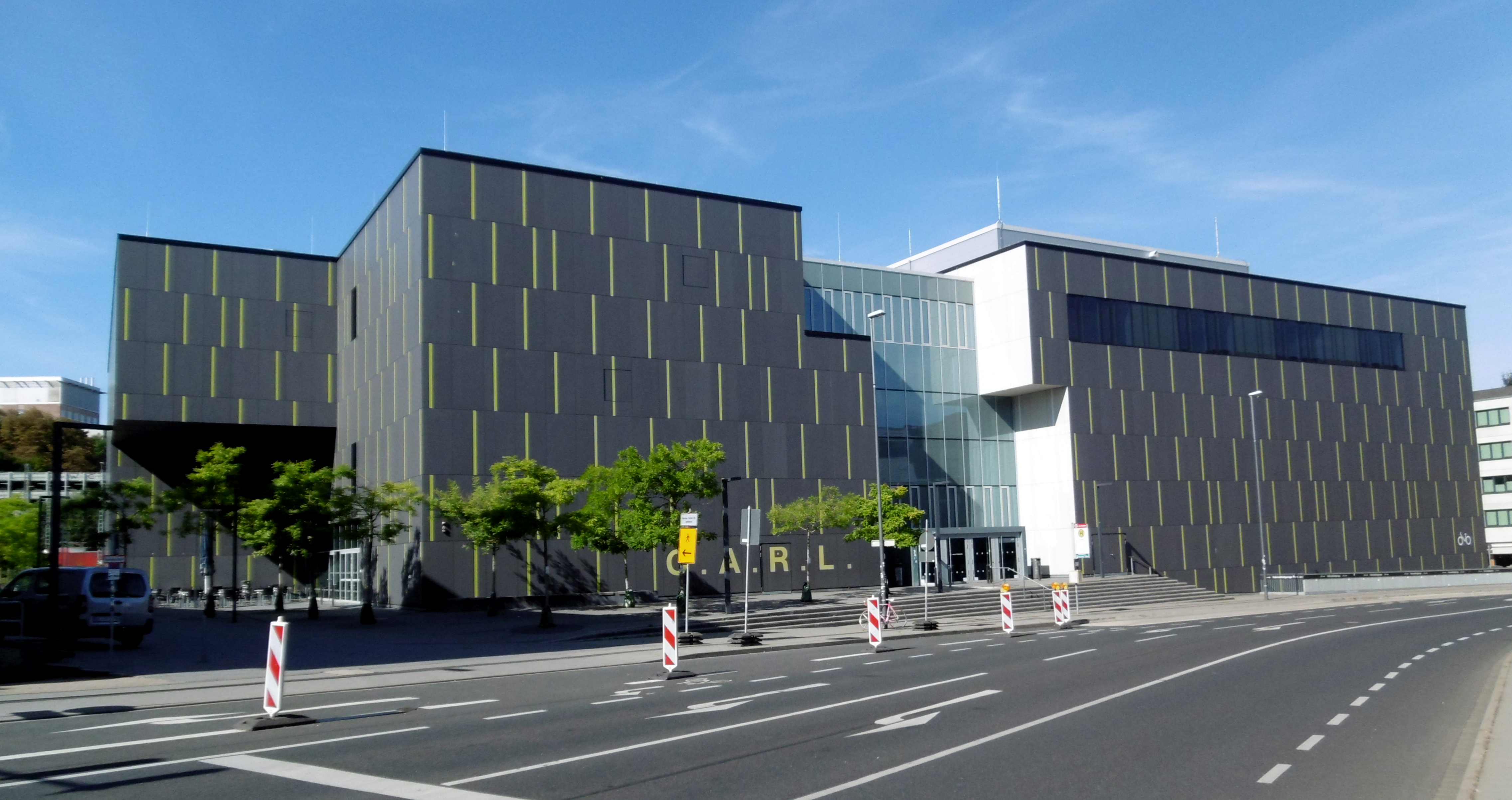
Haupteingang C.A.R.L. (2022)

Das C.A.R.L. (Akronym für Central Auditorium for Research and Learning „Zentrales Auditorium für Forschung und Lehre“) ist ein Hörsaalgebäude der RWTH Aachen auf deren Zentralbereich östlich des Westbahnhofs. Das C.A.R.L. besitzt eine Fläche von 14.000 Quadratmetern und verfügt über elf Hörsäle, von denen die beiden größten eine Kapazität von 1.000 und 800 Personen haben, und 16 Seminarräume. Insgesamt kann das Gebäude etwa 4.000 Studierende aufnehmen und ist damit eines der größten Hörsaalgebäude Europas. Während des Baus gab es Verzögerungen, sodass der ursprüngliche Eröffnungstermin nicht eingehalten werden konnte und provisorische Gebäude errichtet werden mussten.

## Geschichte

### Planungen und Baubeginn

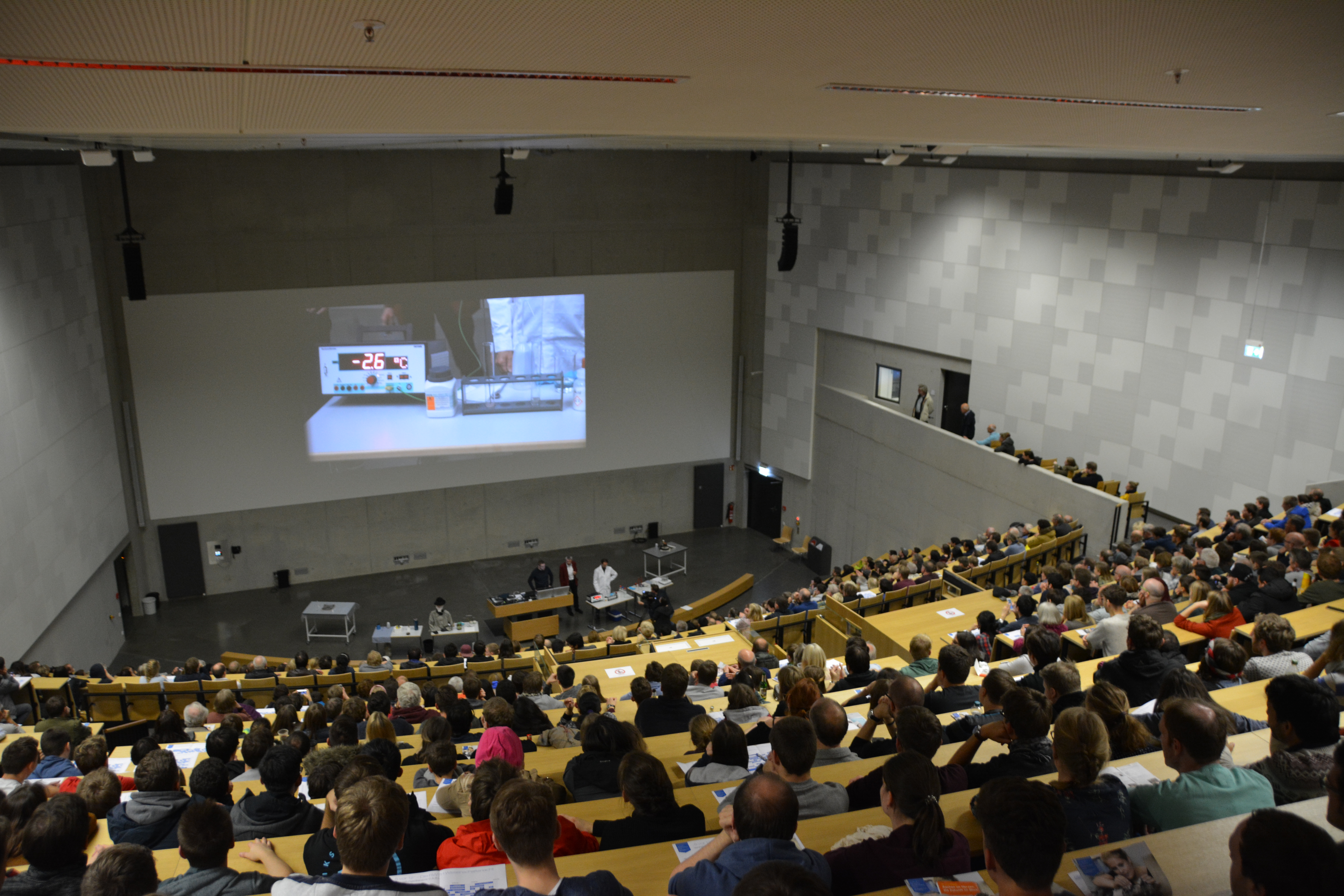
Hörsaal H02 der RWTH Aachen bei der Wissenschaftsnacht am 10. November 2017

Durch den doppelten Abiturjahrgang und die Aussetzung der Wehrpflicht in Deutschland rechnete die RWTH Aachen mit steigenden Studierendenzahlen, für die die vorhandenen Gebäude keine ausreichende Kapazität boten. Der Bau eines neuen Hörsaalgebäudes wurde beschlossen; im Jahr 2009 wurde durch den Bauherrn, den Bau- und Liegenschaftsbetrieb NRW, ein Architekturwettbewerb durchgeführt, den ein dänisches Architekturbüro, schmidt hammer lassen architects, für sich entscheiden konnte. Der Entwurf der Architekten aus Aarhus sah zwei Gebäudeteile aus aufgetürmten und über die Fassade herausragenden Quadern vor, die in der Mitte durch ein Atrium mit frei tragenden Brücken verbunden werden sollten. Auf der Außenhaut war eine Fassadenbegrünung mit integrierter Bewässerungsautomatik geplant.
Im Februar 2011 wurden die bestehenden Gebäude der technischen Dezernate abgerissen, nachdem diese Neubauten an der Süsterfeldstraße erhalten hatten. Im Dezember 2011 wurde durch den Rektor der RWTH Aachen, Ernst Schmachtenberg, gemeinsam mit Vertretern von Politik und Wirtschaft der erste Spatenstich durchgeführt. Als Zeitpunkt der Fertigstellung war damals das Jahr 2013 angestrebt. Doch schon kurz darauf wurde deutlich, dass die Kosten für die Umsetzung des Entwurfs der Architekten das aus dem Hochschulmodernisierungsprogramm des Landes Nordrhein-Westfalen zugesicherte Budget von 45 Millionen Euro übersteigen würden. Daraufhin wurden Änderungen der Planung vorgenommen: Die meisten Vor- und Rücksprünge wurden entfernt; die Materialauswahl angepasst und die Fassadenbegrünung gestrichen. Durch die Änderungen wurde eine Bauverzögerung von einem halben Jahr veranschlagt, als neuer Eröffnungstermin wurde das Frühjahr 2014 ausgegeben.

### Baustopp und Suche nach Provisorien
Am 3. Juli 2013 wurde in Anwesenheit des Landesministers für Bauen, Wohnen, Stadtentwicklung und Verkehr, Michael Groschek, das Richtfest für das Hörsaalzentrum gefeiert. Gleichzeitig wurden weitere Verzögerungen bekanntgegeben, da eine Ausschreibung ab den Schwellenwerten durchgeführt werden musste, gegen die bei der Vergabekammer in drei Fällen Einspruch erhoben wurde. Infolgedessen ruhte der Betrieb auf der Baustelle, mehrere Monate lang konnten keine weiteren Arbeiten durchgeführt werden.
Die Entscheidung über zwei der drei Vergabeverfahren wurde Ende März 2014 gefällt, erst drei Monate später konnte die Arbeit auf der Baustelle wiederaufgenommen werden.

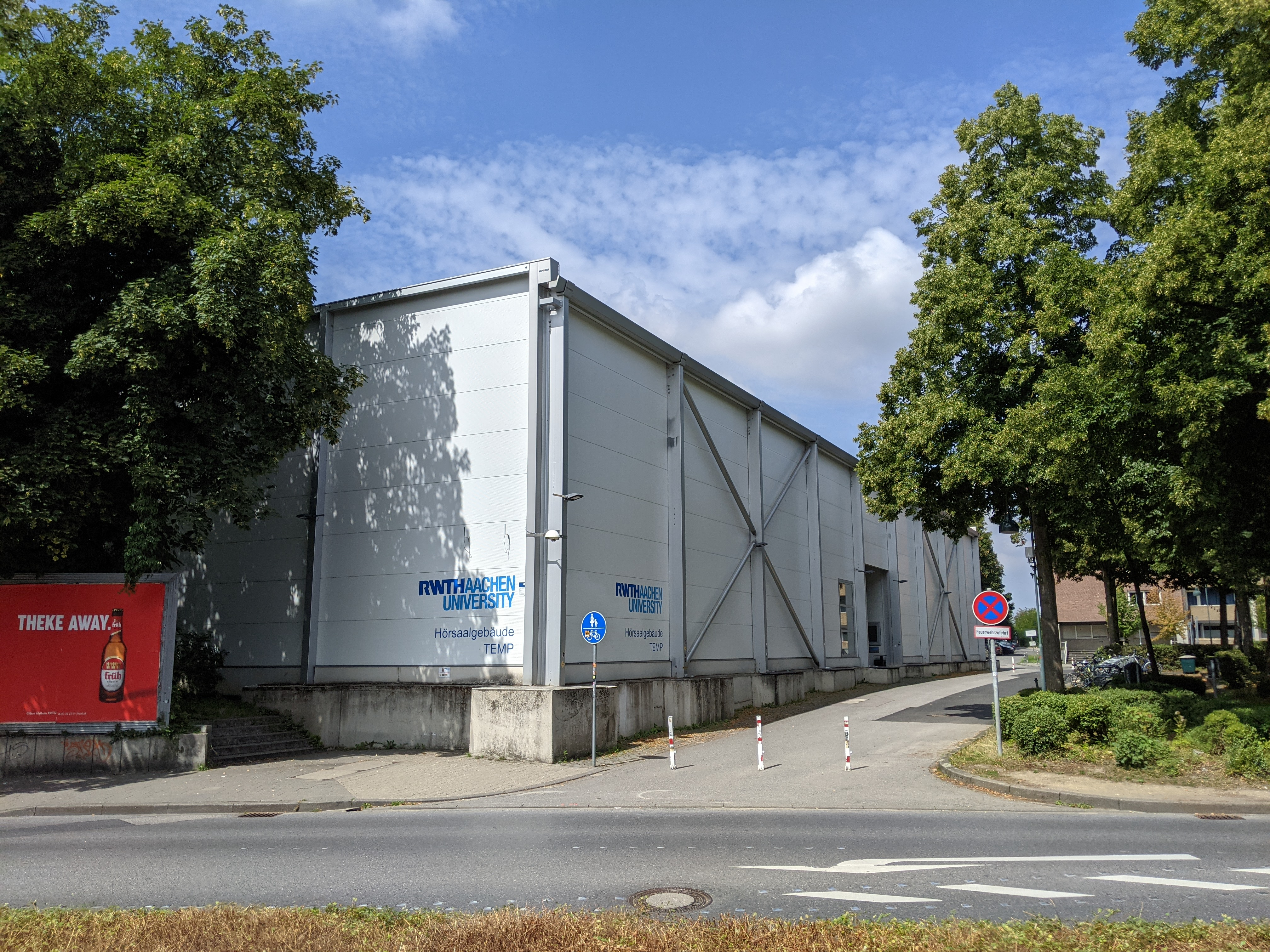
Temporäres Hörsaalgebäude TEMP, 2025

Für das Wintersemester 2013/2014 wurde zusätzlich zu den jährlich 5.000 neuen Studierenden mit weiteren 2.200 neuen Studierenden durch den doppelten Abiturjahrgang gerechnet. Als absehbar wurde, dass eine Eröffnung zum Jahr 2013 nicht möglich war, wurde nach Alternativen gesucht. Ein Umbau von ehemals von DB Schenker genutzten, leerstehenden Lagerhallen am Westbahnhof scheiterte, da die Umbauarbeiten zu umfangreich wären. Zwischenzeitlich war die Aufstellung von Zelten für Vorlesungszwecke nicht ausgeschlossen. Schließlich wurde im Sommer 2013 nach Abriss des ehemaligen Empfangsgebäudes des Westbahnhofs das Hörsaalgebäude TEMP als provisorischer Systembau aus Leichtmetall mit Wärmedämmung errichtet. Das TEMP verfügt über zwei Hörsäle mit Raum für insgesamt 1.000 Menschen, die Kosten für die Errichtung betrugen 2 Millionen Euro. Im Januar 2014 wurde ein weiteres provisorisches Gebäude, das SemiTEMP, auf einem Parkplatz nahe dem Reiff-Museum errichtet. Das SemiTEMP beinhaltet acht 80 Quadratmeter große Seminarräume, seine Errichtung verursachte Kosten von weiteren 2,5 Millionen Euro. Das Gebäude TEMP wurde nach Fertigstellung des C.A.R.L. abgebaut. 2018 wurde auf dem Republikplatz ein neues temporäres Gebäude TEMP für die Zeit der Sanierung von Audimax, Kármán-Auditorium und Hauptgebäude errichtet, da die Studentenzahlen entgegen früherer Prognosen nicht zurückgingen. Das Gebäude SemiTEMP blieb auch nach Fertigstellung des C.A.R.L. erhalten.

### Fertigstellung und Eröffnung
Im Jahr 2016 gingen die Bauarbeiten nun sichtbar voran. Die Fassade wurde, dem übergeordneten Farbkonzept des Gesamtprojektes des Architekturbüros schmidt hammer lassen aus Dänemark folgend, in einem hellen Gelb und Anthrazit erstellt, weitere Installationen von Heizung, Lüftung, Sanitäranlagen und Elektrik realisiert. Die Claßenstraße wurde von Juli 2015 bis Mai 2016 im Bereich des C.A.R.L. neugestaltet. Dabei wurde u. a. ein Mischwasserkanal verlegt und die Stromleitungen erneuert. Die Arbeiten konnten vier Monate früher als geplant beendet werden. Durch die Neuordnung der Verkehrsflächen konnte der Gehweg verbreitert werden, es entstanden zudem insgesamt 800 Fahrradstellplätze. Die Bushaltestelle Audimax (in Fahrtrichtung Ponttor) wurde von der Turmstraße in die Claßenstraße verlegt und befindet sich nun unmittelbar vor dem C.A.R.L.
Die angestrebte Eröffnung zum Wintersemester 2016/2017 konnte jedoch nicht eingehalten werden. Mitte November 2016 wurde das Hörsaalzentrum vom Bau- und Liegenschaftsbetrieb NRW Aachen an die RWTH übergeben. Ab dem 14. November 2016 lief, wie bereits 2014 angekündigt, ein Probebetrieb im Hörsaalzentrum. Dieser fand jeweils von Montag bis Mittwoch statt, an den anderen Wochentagen wurden Feineinstellungen vorgenommen und die Einrichtung komplettiert.
Seit dem Sommersemester 2017 befindet sich das C.A.R.L. im Regelbetrieb.

## Namensgebung
Der Name des Hörsaalzentrums wurde in einem im Dezember 2014 durch den AStA der RWTH Aachen ausgelobten Wettbewerb bestimmt, an dem sich rund 2.000 Hochschulangehörige beteiligten. Der ausgewählte, von einem Promotionsstudenten eingereichte Name wurde im Februar 2015 bekanntgegeben. Das Acronym soll einen Bezug zu Karl dem Großen herstellen, der in Aachen seine Pfalz errichtet hatte. Vor der offiziellen Benennung wurde der Name Hörsaalzentrum Claßenstraße verwendet; in Studierendenkreisen ist auch der Name „Schmachtenburg“ in Anlehnung an den Namen des damaligen Rektors, Ernst Schmachtenberg, im Umlauf. Bei der Verabschiedung von Ernst Schmachtenberg erhielt das Hörsaalgebäude offiziell den Zweitnamen Schmachtenburg; seitdem ist das Gebäude an je einer Tür des Haupteingangs und des Hintereingangs entsprechend beschriftet.